# Goundara
Goundara est un village malien, chef-lieu de la commune rurale de Kontéla, dans le  cercle de Oussoubidiagna et la région de Kayes.

## Géographie
La localité de Goundara est située sur la route locale L58 à 31 km au sud du chef-lieu de cercle Oussoubidiagna.

## Infrastructures et services
Lors du recensement de 2009, la localité est desservie par les services suivants. :
- une école
- deux points d'eau

## Source
- (en) Cet article est partiellement ou en totalité issu de l’article de Wikipédia en anglais intitulé « Goundara » (voir la liste des auteurs).